# Viktor Deputatov
Viktor Deputatov, född den 10 maj 1961, är en sovjetisk landhockeyspelare.
Han tog OS-brons i herrarnas landhockeyturnering i samband med de olympiska landhockeytävlingarna 1980 i Moskva.